# Argent amer
Pour plus de détails, voir Fiche technique et Distribution.
Argent amer (苦钱, Kǔ Qián) est un film documentaire chinois réalisé par Wang Bing, sorti en 2016.
Il est présenté en sélection Orizzonti à la Mostra de Venise 2016 où il remporte le prix du meilleur scénario.

## Synopsis
Des jeunes gens quittent leur village du Yunnan pour aller travailler dans des ateliers textiles dans la ville de Huzhou à 150 km de Shanghai.

## Fiche technique
- Titre original : 苦钱, Kǔ Qián
- Titre français : Argent amer
- Réalisation : Wang Bing
- Pays d'origine : Chine
- Format : Couleurs - 35 mm
- Genre : documentaire
- Durée : 152 minutes
- Date de sortie :
  -  Italie : 9 septembre 2016 (Mostra de Venise 2016)
  -  France : 22 novembre 2017

## Distribution
- Ling : elle-même

## Accueil

### Critique
En France, l'accueil critique est positif : le site Allociné recense une moyenne des critiques presse de 3,9/5, et des critiques spectateurs à 2,8/5. 
Pour Jean-Michel Frodon de Slate, « Argent amer s'inscrit dans une des principales veines du cinéma de Wang Bing, qui décrit au plus près le vécu des plus démunis face aux titanesques modifications que connaît la Chine. ».
Pour Corinne Renou-Nativel de La Croix, « Ennui compris, l'immersion est totale dans le quotidien des ouvriers qui confectionnent des vêtements portés sur toute la planète. ».

## Prix
- Prix du meilleur scénario de la sélection Orizzonti à la Mostra de Venise 2016.